# Zbigniew Górny (odlewnik)
Zbigniew Górny (ur. 15 listopada 1927 w Krakowie, zm. 27 marca 2014) – polski specjalista w zakresie odlewnictwa, metaloznawstwa stopów metali nieżelaznych i specjalnych metod odlewania.

## Życiorys
Urodził się 15 listopada 1927 w Krakowie.
W czasie II wojny światowej ukończył tajne gimnazjum ogólnokształcące oraz równocześnie szkołę handlową i budowlaną. Od 1943 roku żołnierz Armii Krajowej (zgrupowanie „Żelbet”). W 1945 roku otrzymał świadectwo dojrzałości w Gimnazjum im. H. Sienkiewicza w Krakowie. Ukończył Wydział Komunikacji (Sekcja Lotnicza) Wydziałów Politechnicznych AGH w Krakowie (1950). Młodszy asystent i asystent w Katedrze Budowy Płatowców na Wydziale Komunikacji i innych Wydziałach AG/AGH w latach 1947–1951.
W Instytucie Odlewnictwa w Krakowie podjął pracę 2 stycznia 1950 roku, zajmując stanowisko dyrektora Instytutu w latach 1975–1996, po przejściu na emeryturę Doradca Dyrektora ds. Naukowych. Równolegle prowadził zajęcia dydaktyczne jako wykładowca na Politechnice Krakowskiej (z hydro- i aeromechaniki 1953-1958).
W 1963 roku na podstawie pracy „Ustalenie optymalnego zakresu prędkości wirowania dla odśrodkowego wylewania tulejek stalowych brązem przy poziomej osi wirowania”, której promotorem był profesor Stefan Ziemba na Wydziale Odlewnictwa AGH, uzyskał stopień doktora.
W 1967 roku w Politechnice Śląskiej w Gliwicach uzyskał habilitację, następnie został profesorem nadzwyczajnym. W 1983 roku otrzymał tytuł profesora.
Profesor w Politechnice Poznańskiej (1982-1992) oraz Wyższej Szkole Inżynierskiej w Opolu (1992-1997) i Politechnice Opolskiej (1992-2000). Wykładał gościnnie w AGH, Wyższej Szkole Inżynierskiej w Krakowie, w Politechnice Wrocławskiej.
Autor ponad 58 monografii, książek i skryptów, ok. 75 publikacji naukowych, ponad 500 publikacji technicznych i popularyzatorskich oraz przeszło 250 niepublikowanych projektów, ekspertyz, opracowań analitycznych i prognostycznych. Współautor 26 patentów. Był redaktorem naczelnym kwartalnika naukowego „Prace Instytutu Odlewnictwa” (1975-1996) oraz popularnego czasopisma technicznego „Doświadczony Mistrz” (1982-1992). Współorganizator kilku Światowych Kongresów Odlewniczych oraz szkoleń w ramach UNIDO. Wygłaszał referaty w Australii, w Hiszpanii, w Niemczech, na Węgrzech, prowadził seminaria w Lublanie, Portoroż, Mariborze.
Specjalizował się w zakresie odlewnictwa i metaloznawstwa metali nieżelaznych, specjalnych metod odlewania, aparatury kontrolnej dla materiałów formierskich, kompozytów metalowych oraz symulacji krzepnięcia i krystalizacji z weryfikacją badawczą. Założyciel i członek Akademii Technicznej. Członek Komitetu Budowy Maszyn Polskiej Akademii Nauk (od 1975 roku), członek Komitetu Metalurgii PAN (od 1978 roku). Członek Zarządu Głównego Stowarzyszenia Technicznego Odlewników Polskich (członek od 1956 roku, sekretarz generalny 1961-1971, wiceprezes 1971-1987, prezes 1987-1993). Wiceprzewodniczący Polskiego Towarzystwa Materiałów Kompozytowych, członek założyciel Akademii Inżynierskiej w Polsce. Członek Centralnej Komisji ds. Tytułu Naukowego i Stopni Naukowych, członek Rady Głównej Jednostek Badawczo-Rozwojowych. Członek Association Technique de Fonderie (Francja) oraz The Institute of British Foundrymen (Wielka Brytania).
Był wiceprzewodniczącym Rady Nadzorczej Odlewni Żeliwa „Wulkan” w Częstochowie (1991-2002) oraz członkiem RN w „Metalodlew” SA.
Doktor honoris causa Politechniki Poznańskiej (1993) i Akademii Górniczo-Hutniczej w Krakowie (2002).
Zmarł 27 marca 2014 roku. Został pochowany na Cmentarzu Batowickim w Krakowie.

## Odznaczenia i nagrody
Opracowano na podstawie źródła:
- Krzyż Komandorski Orderu Odrodzenia Polski
- Krzyż Oficerski Orderu Odrodzenia Polski
- Krzyż Kawalerski Orderu Odrodzenia Polski
- Złoty Krzyż Zasługi
- Srebrny Krzyż Zasługi
- Medal Komisji Edukacji Narodowej

Ponadto dwukrotnie otrzymał Państwową Nagrodę II stopnia, był wielokrotnie nominowany przez American Biographical Institute na człowieka roku oraz do Amerykańskiego Medalu Honorowego oraz Medalu SVUM (Państwowego Badawczego Zakładu Materiałów) w Pradze. Otrzymał także szereg złotych odznak honorowych (zakładowych, komunalnych, stowarzyszeniowych) i wiele nagród za osiągnięcia w zakresie nauki i postępu technicznego.